# Lista de episódios de O (Sur)real Mundo de Any Malu
Abaixo segue a lista de episódios de O (Sur)real Mundo de Any Malu, websérie de animação brasileira, originalmente publicada em seu canal de vídeos do Youtube, produzida pela Combo Studio e exibida atualmente pelo Cartoon Network Brasil.
A série estreou no canal por assinatura em 16 de março de 2019.

## Episódios

### 1.ª temporada (2015-2016)
| #  | #  | Título                                           | Direção           | Estreias               | Código de produção |
| -- | -- | ------------------------------------------------ | ----------------- | ---------------------- | ------------------ |
| 1  | 1  | "Programa novo é Surreal (BR)"                   | Fernando Mendonça | 28 de outubro de 2015  | 101                |
| 2  | 2  | "Any Malu Responde 01 (BR)"                      | Fernando Mendonça | 6 de novembro de 2015  | 104                |
| 3  | 3  | "Any Malu Responde 02 (BR)"                      | Fernando Mendonça | 19 de novembro de 2015 | 110                |
| 4  | 4  | "Sozinha em casa (BR)"                           | Fernando Mendonça | 2 de dezembro de 2015  | 112                |
| 5  | 5  | "Resolucões de ano novo (BR)"                    | Fernando Mendonça | 6 de janeiro de 2016   | 130                |
| 6  | 6  | "Any Malu Convida com Christian Figueiredo (BR)" | Fernando Mendonça | 9 de março de 2016     | 134                |
| 7  | 7  | "Any Malu Responde 03 (BR)"                      | Fernando Mendonça | 31 de março de 2016    | 155                |
| 8  | 8  | "50 Tons de Rosa (Parte 1) (BR)"                 | Fernando Mendonça | 28 de março de 2016    | 124                |
| 9  | 9  | "Conselhos de Any Malu 01 (BR)"                  | Fernando Mendonça | 30 de junho de 2016    | 128                |
| 10 | 10 | "Esquadrão Surreal (episódio especial) (BR)"     | Fernando Mendonça | 28 de julho de 2016    | 132                |

### 2.ª temporada (2016)
| #  | # | Título                           | Direção           | Estreias              | Código de produção |
| -- | - | -------------------------------- | ----------------- | --------------------- | ------------------ |
| 11 | 1 | "Any Malu Convida com Luba (BR)" | Fernando Mendonça | 2 de setembro de 2016 | 101                |